# まっすぐな男
『まっすぐな男』（まっすぐなおとこ）は、2010年1月12日から3月16日までカンテレ（関西テレビ）とMMJの共同制作により、フジテレビ系「火曜22時の連続ドラマ」枠で毎週火曜日22時 - 22時54分（JST）に放送された連続ドラマ。主演は佐藤隆太。

## 概要
まっすぐな性格の主人公が、小悪魔なヒロインとの出会いを機に、人生の転機を迎えるヒューマンコメディ。
同クールの日本テレビ水曜22時のドラマに『曲げられない女』という似た名前のドラマがあるが、関係性は無い（なお、下記の通り本作の第1話のサブタイトルは「曲がりくねった女」である）。
佐藤隆太は『ROOKIES』に続いて連続ドラマ主演は2作目である。
キャッチコピーは、「大丈夫、俺がなんとかするから。」。

## あらすじ
中堅の建設会社『フロンティア建設』に勤める松嶋健一郎は、まっすぐな性格で、とにかく曲がったことが大嫌い。ある日、仕事関係のパーティーで健一郎は、栗田鳴海という女性と出会う。彼女は健一郎が落とした招待状を拾い、勝手に健一郎の代理に成り済ましてパーティーに潜入し、料理を食べていたのだ。この小悪魔な女・鳴海との出会いが健一郎の運命を変えていく。

## キャスト

### フロンティア建設
松嶋 健一郎〈30〉
演 - 佐藤隆太
本作の主人公。『フロンティア建設』の開発営業部所属の会社員。
まっすぐな性格で、曲がった事が大嫌い。柔道(初段の腕前)が得意で現在もボランティアで子供達に教えている。
仕事も顧客の要望を極力反映できるよう最善を尽くす反面、恋愛には不器用で、友人の町田佳乃から寄せられている恋心にも全く気付かない。佳乃とよくデートしていたが栗田鳴海のことが好きになり佳乃に別れを告げる。
熊沢 志郎〈25〉
演 - 田中圭
『フロンティア建設』の会社員。健一郎とは同期で友人。仕事では健一郎より優秀だが酒癖が悪い。佳乃に想いを寄せるが、鳴海の事はあまり良く思っていない。
日下 英樹〈23〉
演 - 遠藤雄弥
『フロンティア建設』の会社員。健一郎の後輩で友人。苦労人だが、健一郎や志郎に可愛がられている。志郎からは「ヒデ」と呼ばれている。几帳面で綺麗好き。
桑田 佐智子〈26〉
演 - さくら
『フロンティア建設』のOL。噂話好きで、ミーハーだが、勘が鋭く時には頼りになる。お局にならないか心配している。
山崎 芳樹〈47〉
演 - 宇梶剛士
『フロンティア建設』の会社員で、健一郎・志郎・英樹の上司。妻・珠美と息子の3人暮らしで家族仲も良く、部下思いで健一郎たちにとって尊敬できる人間だが、内面では欲望が渦巻いている。

### フリーター
栗田 鳴海〈27〉
演 - 深田恭子
本作のヒロイン。フリーター。
健一郎とは反対に、自由奔放で身勝手な性格だが、何故か惹かれる小悪魔な女性。よく周囲を巻き込み翻弄するが、人情はある。ゆきえの自宅で生活している。
かなり過酷な過去を持ち、全身に傷跡がある。また、愛に強い猜疑心がある。実は妊娠している。
萱島 ゆきえ〈22〉
演 - 佐々木希
鳴海の同居人でフリーター。女優志望だが、オーディションなどで不意に秋田訛りが出てしまう。鳴海とは仲が良いが、身勝手な行動を取る彼女に困惑している。

### 雑貨ショップ『アーニャ』
町田 佳乃〈24〉
演 - 貫地谷しほり
雑貨ショップ『アーニャ』の店員で、健一郎の友人。明るくしっかり者だが、根は繊細。困っている時に偶然通りかかった健一郎に助けられてから友人関係となる。彼に恋心を寄せるが、全く気付かれていない。健一郎とよくデートしていたが、健一郎は鳴海のことが好きになり、別れを告げられ涙を流してしまう。
森岡 久美〈28〉
演 - 滝沢沙織
雑貨ショップ『アーニャ』の店長。佳乃の憧れの存在。しっかり者だが、結婚願望が強く、現在は合コンや婚活に必死。

### 松嶋家
松嶋 美奈〈23〉
演 - 宇野実彩子（AAA）
健一郎の妹、一緒に住んでいる。勤めていた会社が倒産した為、現在はアルバイトをしている。几帳面な性格。兄とは口論が絶えないが、誰よりも兄の事を心配している。
松嶋 真砂美〈50〉
演 - 原日出子（第9話）
健一郎と美奈の母。

### その他
山崎 珠美〈36〉
演 - 三浦理恵子
山崎芳樹の妻。松嶋宅の隣に住んでいる。健一郎たちに手料理を振る舞っている。
矢部 典夫〈41〉
演 - 渡部篤郎
バー『ルベウス』の経営者。いい加減な性格で、典型的なプレイボーイ。鳴海の元恋人で、現在も腐れ縁の関係にあったが、後に鳴海を巡って健一郎と恋敵関係になる。

#### ゲスト

##### 第1話
安田
演 - 吉家章人
ポケットティッシュ配りのアルバイト先の男性。
男性
演 - 田窪一世
鳴海に軽トラの荷台をポケットティッシュで一杯にされる。
山口 達彦
演 - 津田寛治
山口デザイン事務所のインテリアデザイナー。
警官
演 - 田中要次（回想）
佳乃に尋問していた。
森下 千佳
演 - 高橋絵美（第2話 - ）
矢部が経営するバー「ルベウス」の従業員。
雅樹
演 - 鹿内大嗣（第2話 - ）
「ジャックと豆の木」の店員。
山西 佐和子
演 - 二宮弘子
佐和子の息子、恵子の夫
演 - 芝崎昇
山西 恵子
演 - 辻しのぶ
由紀
演 - 建みさと（第8話）
ホステス。
係員
演 - 上脇結友
吉條不動産創立30周年記念パーティーの受付。
作業員
演 - 赤屋板明
建設現場で健一郎に声を掛ける。
現場監督
演 - 畠中正文
「まっすぐに掘るな」と健一郎に言う。

##### 第2話
国枝
演 - 波岡一喜
鳴海の元彼。刑務所に服役していた。
田中
演 - 半海一晃
マンション建設反対住民の一人。
国枝の父
演 - 若林哲行

##### 第3話
高石
演 - きたろう
ビルのオーナー
料亭の女将
演 - 川口節子

##### 第4話
玉木
演 - 不破万作
建築現場の監督
演 - 樋渡真司、玉置孝匡、窪寺昭

##### 第5話
吉田
演 - 岡本信人（第6話）
吉田ビルのオーナー。
警官
演 - 野添義弘
健一郎たちと一緒に吉田を助ける。
南
演 - いとうあさこ
ゆきえが見ていたドラマの女性。
達也
演 - 森下サトシ
ゆきえが見ていたドラマの男性。

##### 第6話
成田
演 - 小須田康人
グローバル建設の社員。健一郎に転職を誘う。
加山
演 - 戸田昌宏

##### 第7話
片岡
演 - 金子昇
鳴海を妊娠させた男?
片岡 美恵子
演 - 宮本裕子
片岡の姉。
男
演 - 坂田聡
鳴海を妊娠させたと間違えられた男。
医師
演 - 下村彰宏
鳴海に妊娠を告げる医師。

##### 第8話
医師
演 - 横山あきお
健一郎を診察する医師。

##### 第9話
中島
演 - 河野洋一郎
フロンティア建設・総務部長。
松岡
演 - デビット伊東
グローバル中央・企画開発部長。
「さくらパラダイス」の店長
演 - 佐伯新

##### 最終話
岡田〈68〉
演 - 石坂浩二
フロンティア建設・社長。

## スタッフ
- 脚本 - 尾崎将也
- プロデューサー - 吉條英希（カンテレ）、浅井千瑞（MMJ）
- 演出 - 三宅喜重（カンテレ）、植田尚・大塚徹（MMJ）
- 音楽 - 澤野弘之、和田貴史
- 主題歌 - トータス松本「ストレイト」（ワーナーミュージック・ジャパン）
- 制作 - カンテレ、MMJ

## 放送日程
| 各話                                                      | 放送日  | サブタイトル     | 演出     | 視聴率 |
| --------------------------------------------------------- | ------- | ---------------- | -------- | ------ |
| 第1話                                                     | 1月12日 | 曲がりくねった女 | 三宅喜重 | 10.7%  |
| 第2話                                                     | 1月19日 | キレた男         | 三宅喜重 | 8.7%   |
| 第3話                                                     | 1月26日 | 女の秘密         | 植田尚   | 8.6%   |
| 第4話                                                     | 2月02日 | 損する女         | 大塚徹   | 7.8%   |
| 第5話                                                     | 2月09日 | 絶体絶命         | 三宅喜重 | 9.4%   |
| 第6話                                                     | 2月16日 | 妊娠っ!?         | 植田尚   | 8.8%   |
| 第7話                                                     | 2月23日 | 産みたい         | 大塚徹   | 8.8%   |
| 第8話                                                     | 3月02日 | 好きだ!          | 三宅喜重 | 10.5%  |
| 第9話                                                     | 3月09日 | 俺が守る         | 植田尚   | 9.2%   |
| 最終話                                                    | 3月16日 | 究極選択         | 三宅喜重 | 9.2%   |
| 平均視聴率 9.2%（視聴率は関東地区・ビデオリサーチ社調べ） |         |                  |          |        |

- 第1話は22時 - 23時9分の15分拡大放送。
- 第3話・最終話は22時15分 - 23時09分に放送。
- 第4話は22時20分 - 23時14分に放送。

## DVD
- 「まっすぐな男 DVD-BOX」2010年5月28日発売〔PCBE-63393：ポニーキャニオン〕

## 備考
- 萱島ゆきえ役の佐々木希は設定と同じく秋田県出身。
- 本作で共演した田中圭とさくらはのちに2011年8月31日に結婚した。